# Thodure
Thodure est une commune française située dans le département de l'Isère en région Auvergne-Rhône-Alpes.
Autrefois rattachée à la province royale du Dauphiné, la paroisse est devenue une commune sous la Révolution. Elle est depuis 2014 adhérente à la Communauté de communes Bièvre Isère. Les habitants de la commune sont dénommés les Thodurois.

## Géographie
Positionné au centre d'un triangle formé par les agglomérations de Grenoble, Valence et de Lyon, le territoire communal se situe à 69 km de Lyon, à 60 km de Grenoble et à 65 km de Valence. Le village se positionne plus précisément au sud de la plaine de Bièvre, au pied du plateau de Chambaran.

### Géologie

#### Plateau de Chambaran
Le plateau de Chambaran borde la partie méridionale du territoire thodurois. Il se compose de « cailloutis polygéniques » sans stratification visible, emballés dans un ensemble argilo-limoneux. Jusqu'à une dizaine de mètres de profondeur, ce cailloutis est essentiellement composé de roches siliceuses dont des quartzites mais très fortement altérées. Selon la notice d'une carte géologique au 1/50 000 : « cette formation, attribuée par certains auteurs à une nappe alluviale villafranchienne, peut aussi bien représenter, en totalité ou en partie, le niveau supérieur, altéré, des conglomérats miocène ».
Le plateau de Chambaran est classé à l'inventaire national du patrimoine naturel.

#### Plaine de Bièvre
Cette pénéplaine, située au nord du territoire thodurois est, en fait, une large vallée ouverte entre celle de l'Isère (qu'elle dominne) et le cours du Rhône et dont la forme régulière en auge à fond plat suggère une origine glaciaire, ce que confirme la présence de dépôts morainiques.

### Climat
Pour des articles plus généraux, voir Climat d'Auvergne-Rhône-Alpes et Climat de l'Isère.
En 2010, le climat de la commune est de type climat des marges montargnardes, selon une étude du Centre national de la recherche scientifique s'appuyant sur une série de données couvrant la période 1971-2000. En 2020, Météo-France publie une typologie des climats de la France métropolitaine dans laquelle la commune est exposée à un climat de montagne ou de marges de montagne et est dans la région climatique  Moyenne vallée du Rhône, caractérisée par un bon ensoleillement en été (fraction d’insolation > 60 %), une forte amplitude thermique annuelle (4 à 20 °C), un air sec en toutes saisons, orageux en été, des vents forts (mistral), une pluviométrie élevée en automne (250 à 300 mm). 
Pour la période 1971-2000, la température annuelle moyenne est de 11,5 °C, avec une amplitude thermique annuelle de 17,6 °C. Le cumul annuel moyen de précipitations est de 967 mm, avec 9 jours de précipitations en janvier et 6,2 jours en juillet. Pour la période 1991-2020, la température moyenne annuelle observée sur la station météorologique de Météo-France la plus proche, « Grenoble-Saint-Geoirs », sur la commune de Saint-Étienne-de-Saint-Geoirs à 14 km à vol d'oiseau, est de 11,5 °C et le cumul annuel moyen de précipitations est de 915,1 mm,. Pour l'avenir, les paramètres climatiques de la commune estimés pour 2050 selon différents scénarios d'émission de gaz à effet de serre sont consultables sur un site dédié publié par Météo-France en novembre 2022.

### Hydrographie
Le territoire de Thodure est bordé par le Rival au nord. Il est également traversé par le  torrent de La Pérouse d'une longueur de 10 km et le torrent de Fondon.

## Urbanisme

### Typologie
Au 1er janvier 2024, Thodure est catégorisée commune rurale à habitat dispersé, selon la nouvelle grille communale de densité à sept niveaux définie par l'Insee en 2022.
Elle est située hors unité urbaine et hors attraction des villes,.

### Occupation des sols
L'occupation des sols de la commune, telle qu'elle ressort de la base de données européenne d’occupation biophysique des sols Corine Land Cover (CLC), est marquée par l'importance des territoires agricoles (79,4 % en 2018), en diminution par rapport à 1990 (81,1 %). La répartition détaillée en 2018 est la suivante : 
terres arables (71,1 %), forêts (17,2 %), zones agricoles hétérogènes (4,2 %), prairies (4,1 %), zones urbanisées (3,5 %). L'évolution de l’occupation des sols de la commune et de ses infrastructures peut être observée sur les différentes représentations cartographiques du territoire : la carte de Cassini (XVIIIe siècle), la carte d'état-major (1820-1866) et les cartes ou photos aériennes de l'IGN pour la période actuelle (1950 à aujourd'hui).

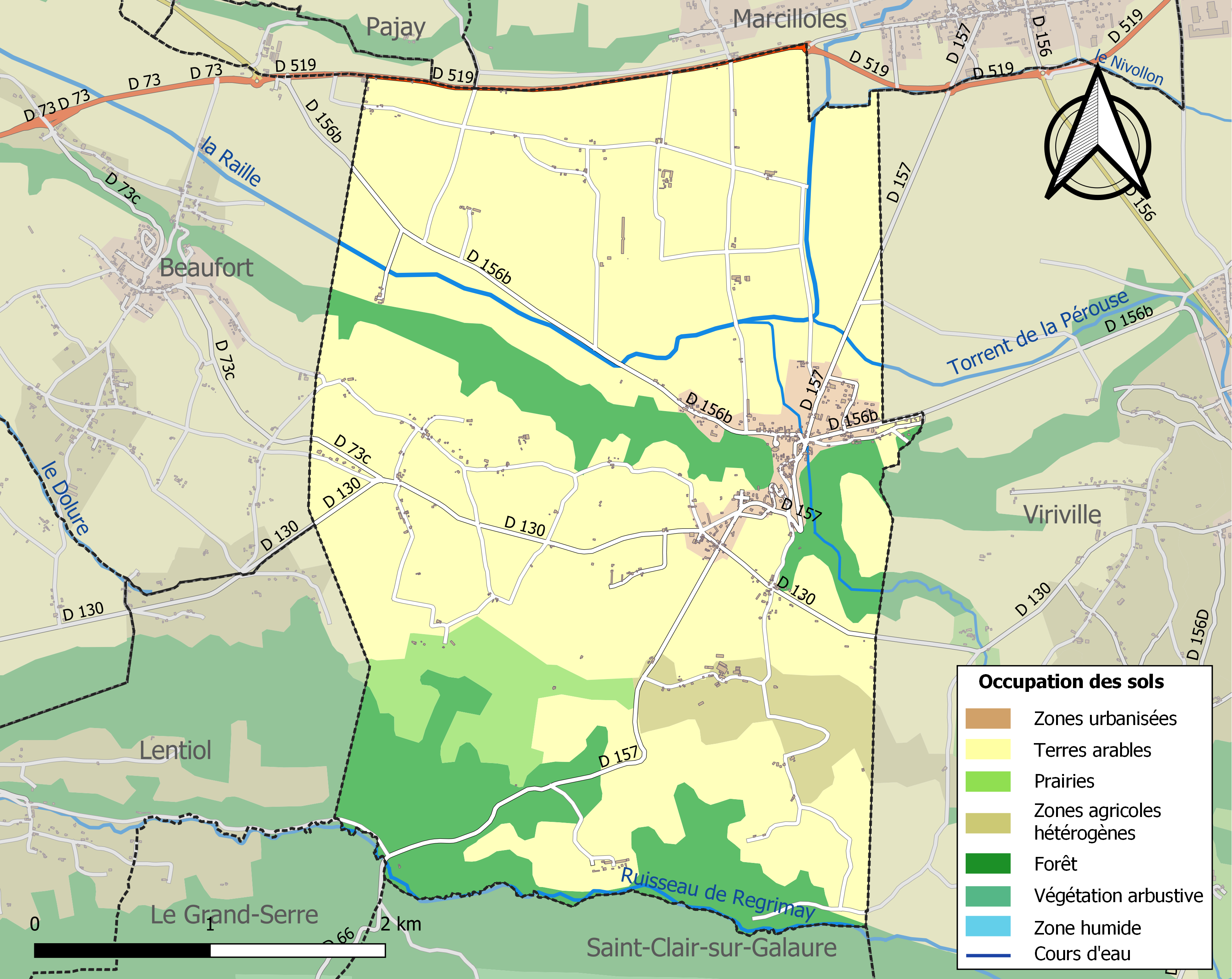
Carte des infrastructures et de l'occupation des sols de la commune en 2018 (CLC).

### Morphologie urbaine
Thodure est un petit village à vocation essentiellement rural constitué d'une grand nombre de corps de fermes et de petites villas et quelques maisons rurales, notamment dans le bourg central.

### Risques naturels et technologiques majeurs

#### Risques sismiques
L'ensemble du territoire de la commune de Thodure est situé en zone de sismicité n°3 (sur une échelle de 1 à 5), comme la plupart des communes de son secteur géographique.
| Type de zone | Niveau            | Définitions (bâtiment à risque normal) |
| ------------ | ----------------- | -------------------------------------- |
| Zone 3       | Sismicité modérée | accélération = 1,1 m/s2                |

## Toponymie
Theudero au XIVe siècle, le nom, selon le toponymiste Ernest Nègre, proviendrait d'un nom germanique latinisé « Theuderius ».

## Histoire

### Moyen Âge et Temps Modernes
Le fief de Thodure relevait de la baronnie de Bressieux. Il est mentionné pour la première fois en 892-902 (Taldubrico). En 1278, le dimanche après les octaves des bienheureux apôtres Pierre et Paul, le chevalier Falque (II), seigneur de Montchenu, reçoit le fief de Thodure dans une « donation de tout ce qui appartenait à noble homme Messire Hugues seigneur de Bressieu..., et de lui payer à chaque mutation de seigneur ou de tenancier quatre fers à cheval garnis de leurs clous ». Falque de Montchenu avait épousé Louise de Bocsozel, à qui il légua le château et les terres de Montchenu sa vie durant. Le 11 mars 1361, Falque (IV) de Montchenu encore mineur, rendra hommage à Aymard IX de Bressieux. Thodure restera dans la branche cadette des Montchenu, jusqu'au dernier baron Claude Marin Henri de Montchenu (1757-1831), époux de Catherine Louise de Maupeou d'Ableiges. Il deviendra également propriétaire des châteaux de Montchenu et Châteauneuf-de-Galaure. Le 1er août 1789, il abandonne tous ses droits seigneuriaux. Ayant émigré en 1791, ses biens de Thodure furent vendus le 18 pluviôse an I (6 février 1794). « Le premier lot contenait: château, granges, écuries, cour, jardin, verger, etc., évalués à 8 000 livres ». Ils furent acquis pour 12 600 livres par Régis Machon, demeurant à Serre.

## Politique et administration

### Liste de maires
| Période                                  | Période  | Identité         | Étiquette | Qualité  |
| ---------------------------------------- | -------- | ---------------- | --------- | -------- |
| avant 1988                               | ?        | Maurice Combalot |           |          |
|                                          | 2001     | Bernard Louchard | SE        |          |
| 2001                                     | 2020     | Nadine Teixeira  | SE        | Employée |
| 2020                                     | En cours | Carole Fauchon   |           |          |
| Les données manquantes sont à compléter. |          |                  |           |          |

## Population et société

### Démographie
L'évolution du nombre d'habitants est connue à travers les recensements de la population effectués dans la commune depuis 1793. Pour les communes de moins de 10 000 habitants, une enquête de recensement portant sur toute la population est réalisée tous les cinq ans, les populations de référence des années intermédiaires étant quant à elles estimées par interpolation ou extrapolation. Pour la commune, le premier recensement exhaustif entrant dans le cadre du nouveau dispositif a été réalisé en 2005.

En 2022, la commune comptait 789 habitants, en évolution de +5,06 % par rapport à 2016 (Isère : +3,07 %, France hors Mayotte : +2,11 %).
| 1793 | 1800 | 1806 | 1821 | 1831  | 1836  | 1841  | 1846  | 1851  |
| ---- | ---- | ---- | ---- | ----- | ----- | ----- | ----- | ----- |
| 887  | 787  | 777  | 999  | 1 162 | 1 240 | 1 144 | 1 129 | 1 092 |

| 1856 | 1861 | 1866 | 1872 | 1876  | 1881  | 1886 | 1891 | 1896 |
| ---- | ---- | ---- | ---- | ----- | ----- | ---- | ---- | ---- |
| 966  | 995  | 976  | 953  | 1 011 | 1 052 | 988  | 985  | 905  |

| 1901 | 1906 | 1911 | 1921 | 1926 | 1931 | 1936 | 1946 | 1954 |
| ---- | ---- | ---- | ---- | ---- | ---- | ---- | ---- | ---- |
| 872  | 831  | 845  | 704  | 663  | 599  | 589  | 627  | 570  |

| 1962 | 1968 | 1975 | 1982 | 1990 | 1999 | 2005 | 2006 | 2010 |
| ---- | ---- | ---- | ---- | ---- | ---- | ---- | ---- | ---- |
| 539  | 502  | 465  | 487  | 489  | 562  | 628  | 640  | 704  |

| 2015 | 2020 | 2022 | - | - | - | - | - | - |
| ---- | ---- | ---- | - | - | - | - | - | - |
| 745  | 786  | 789  | - | - | - | - | - | - |

### Enseignement
La commune est rattachée à l'académie de Grenoble.

### Médias
Historiquement, le quotidien à grand tirage Le Dauphiné libéré consacre, chaque jour, y compris le dimanche, dans son édition du Nord-Isère, un ou plusieurs articles à l'actualité du canton et quelquefois de la commune, ainsi que des informations sur les éventuelles manifestations locales, les travaux routiers, et autres événements divers à caractère local.
Ici Isère est la radio publique qui émet sur son territoire ainsi que dans tout le département de l'Isère.

### Cultes
La communauté catholique de Thodure et son église (propriété de la commune) relève de la paroisse Saint Pierre des Chambarands qui regroupe huit église de la région et une abbaye, située dans la commune. Cette paroisse est rattachée au Diocèse de Grenoble-Vienne.

## Culture et patrimoine

### Lieux et monuments

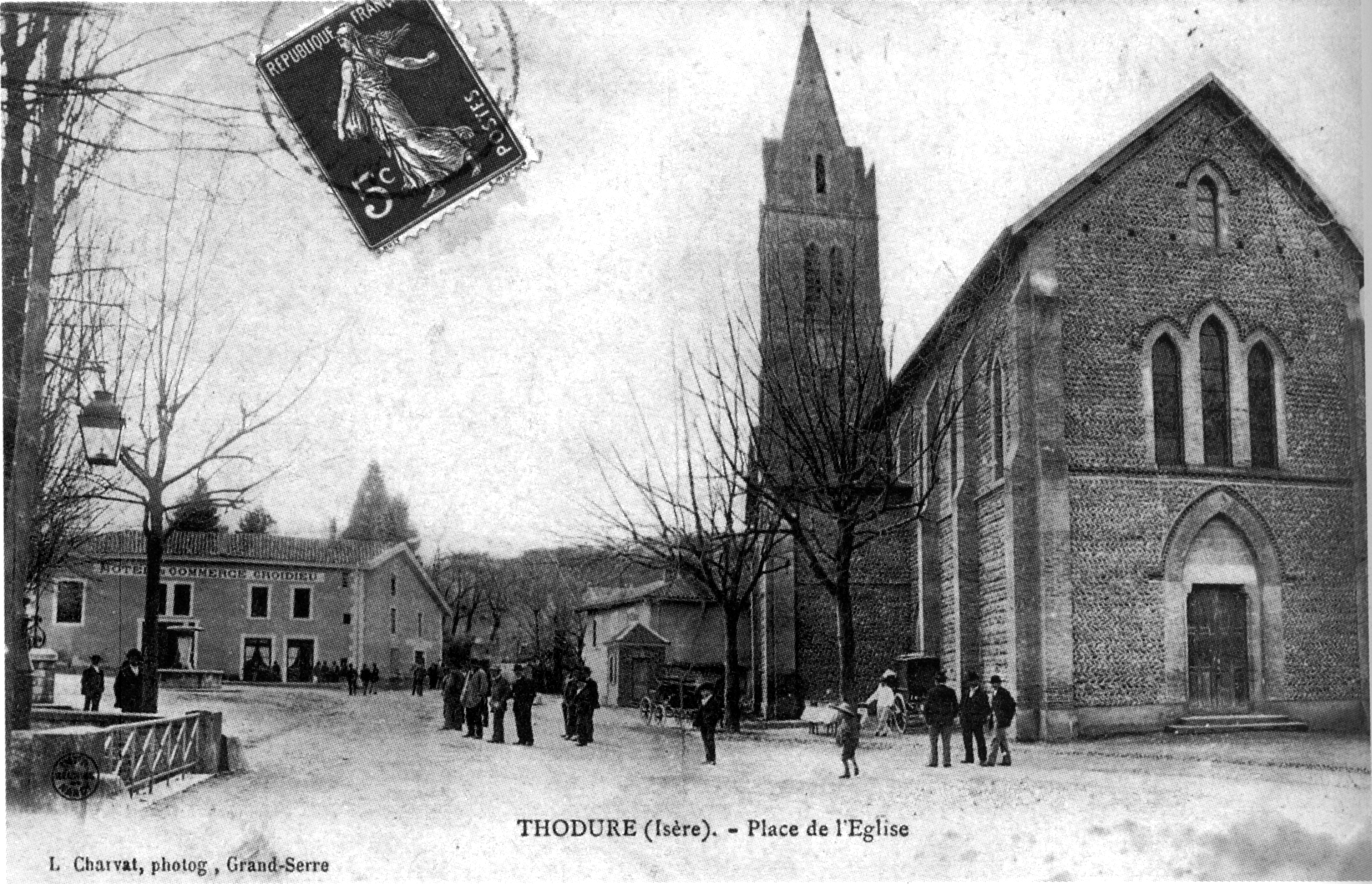
La place de l'église en 1908.

#### Château fort de Thodure
Le château fort fut construit avant le mois de mars 1345. Assez défiguré aujourd'hui, il « se présentait ainsi : un corps de bâtiment principal, flanqué de quatre tours, le tout édifié en galets roulés, l'épaisseur des murs pouvant atteindre 1,80 mètre, voire 2 mètres, ceci étant vérifiable encore actuellement; une première enceinte, dotée d'une porte, cernait le château proprement dit; une seconde enceinte, plus vaste, entourait le bourg à partir de la première ». « De beaux vestiges de ce château médiéval et des remparts qui protégeaient le bourg castral implanté à ses pieds, subsistent encore ».

#### Autres monuments
- Église Saint-André de Thodure.

### Personnalités liées à la commune
- Claude Marin Henri de Montchenu (1757-1831),dernier seigneur haut justicier de Thodure, maréchal de camp, chevalier de Saint-Louis, chevalier de la Légion d'honneur. Le 22 septembre 1815, Louis XVIII le nomme son Commissaire à Sainte-Hélène et signe son ordre de mission le 5 décembre 1815 pour qu'il surveille la garde de Napoléon sur l'île (Georges Firmin-Didot, La captivité de Sainte-Hélène d'après les rapports inédits du Marquis de Montchenu, Paris, 1894; Jean-François Bascans, L'hôtel de Montchenu au Faubourg Saint-Honoré, tapuscrit, 2016). Le personnage de Montchenu fut créé à la Comédie-Française en 1929 dans la comédie en trois actes Pauvre Napoléon, Pierre Bertin dans le rôle de Montchenu (Le Ménestrel no 17, vendredi 26 avril 1929).
- Flavien Hugonin (1823-1898) évêque de Bayeux et Lisieux, né à Thodure, permit à Thérèse de Lisieux d'entrer au carmel de Lisieux malgré son jeune âge.

### Héraldique
| Blason de Theys | Blason  | De gueules à deux fasces engrelées d'argent.     |
| Blason de Theys | Détails | Le statut officiel du blason reste à déterminer. |